# Lwi Zamek w Gdańsku
Lwi Zamek (niem. Löwenschloss) – kamienica w Gdańsku, przy ulicy Długiej 35.
Nazwa prawdopodobnie pochodzi od dwóch rzeźb, przedstawiających lwy znajdujących się na portalu głównym kamienicy, które wcześniej znajdowały się na przedprożu kamienicy.
Zaprojektowana przez Hansa Kramera i wzniesiona w 1569. W XVII wieku zamieszkujący kamienicę Schwartzwaldowie urządzali dysputy w gronie wybitnych uczonych i artystów. W 1636 mieszkał tu król Władysław IV Waza w czasie wizyty w Gdańsku.
Od 1984 w kamienicy mieścił się Dom Rosyjski w Gdańsku (ros. Русский дом в Гданьске). Po rosyjskiej agresji na Ukrainę w 2022 roku miasto wezwało instytucję do niezwłocznego opuszczenia lokalu, co nastąpiło w dniu 18 marca 2022.
W listopadzie 2022 roku w kamienicy otwarte zostało centrum artystyczne związane z projektem Gdańsk Miasto Literatury.